# 侍神星
侍神星（44 Nysa）是第44颗被人类发现的小行星，于1857年5月27日发现。侍神星的直径为70.6千米，质量为3.7×1017千克，公转周期为1377.608天。
侍神星以希臘神話的山區尼薩命名。